# 小林萌夏
小林 萌夏（こばやし もか、2001年7月16日 - ）は、日本の女優、元子役タレント。
東京都出身。元アヴァンセ、現エアーズロック所属。

## 略歴
8歳の時に、『踊る!さんま御殿!!』（日本テレビ系列）の明石家さんまに憧れ、「さんまさんみたいにテレビでおしゃべりしたい!」 とアヴァンセの門を叩く。
入ってからは演技のレッスンがメインで、当初思い描いていたのと違うことに気がつくが、アヴァンセ総合プロデューサーである坂上忍の舞台に4度出演するなど経験を積むうちに女優志望になった。

## 人物
- 中学1年生にして日商簿記検定3級に合格している[4]。
- 高校では華道部に所属。フラワーアレンジメントが得意である。また、ネックウォーマーを自分で編むなど手先が器用な一方、なぜか絵心が全くない[5]。
- 同じ事務所のメンバーで構成される音楽ユニット内では、他己紹介として「気が強い」「サバサバした性格」「最年少なのにグループの中心」などと評されている[6]。
- 音楽が好きで、ピアノ、トランペット、ギターができる[1]。カラオケ好きでもある。
- 落語にハマったことがあり、時そばのそばをすする音を絶妙に再現する[7]。

## 出演

### テレビドラマ
- 終着駅の牛尾刑事VS事件記者・冴子～ラストファミリー（2017年1月7日、テレビ朝日） - 咲田早苗（少女期） 役

### ラジオ
- TOMAS presents High School a Go Go!!（2018年10月1日 - 、TBSラジオ）- 高校生サポーター

### CM
- イオン ランドセル「新入学大容量」篇（2013年）
- 富士急ハイランド「ド・ドドンパ誕生篇」（2017年8月 - ）
- グリコ ポッキー 「何本分話そうかな篇」（2018年10月 - ）
- マクドナルド 「500円バリューセット『こんな時間がゴチソーだ。』卒業篇」（2019年2月 - ）
- 資生堂 シーブリーズ「デオ＆ウォーター 運命のくま」篇 ロングver.（2019年4月 - ）

### バラエティ
- 日本人の3割しか知らないこと くりぃむしちゅーのハナタカ！優越館（2016年5月 - 、テレビ朝日）
- ワイドナショー（2018年5月 - 、フジテレビ） - ワイドナ高校生

### 舞台
- 子役たちだけで贈る 笑えて泣ける朗読劇vol.1 (2010年12月18日 - 19日、下北沢シアター711）[8]
- レッドカードファミリー（2011年4月5日 - 4月11日、下北沢「劇」小劇場）[8]
- 子役たちだけで贈る笑えて泣ける朗読劇vol.2（2011年4月30日 、 5月1日、3日、4日、下北沢シアター711)[8]
- レッドカードファミリーリターンズ（2012年6月26日 - 7月8日、下北沢「劇」小劇場）[8]
- コウの花嫁（2016年10月26日 - 30日、全労済ホール／スペースゼロ） - コウ（少女期） 役[9]
- 天満月のネコ（2018年4月21日 - 29日、新宿村LIVE） - お杏 役
- MOTHER（2019年5月2日 - 6日、新国立劇場・小劇場） - 礼子 役

### 映画
- わたしは光をにぎっている （2019年、ファントム・フィルム) - 上野七海 役
- シュナイドマンの憂鬱（2024年5月31日公開) - ラッパー ICHIGO 役 [10][11]